# Košutnik (priimek)
Košutnik je priimek več znanih slovenskih ljudi:
- Carmen Košutnik, pevka
- Lenart Košutnik (roj. 1980), pravnik na Sodišču Evropske unije v Luxembourgu
- Franc Košutnik (1883 - ?), učitelj, kulturnoprosvetni delavec
- Jure Košutnik, jamar
- Matilda Košutnik (1899—1972), ljudska dramatičarka, pesnica
- Silvester Košutnik (1874—1944), učitelj, pisatelj, poljudni pisec
- Silvo Košutnik ml. (1904—1994), učitelj, pevec, lutkar ...
- Joahim Košutnik (1714—1789), matematik in fizik